# Tor-M2DT
Tor-M2DT (ryska: Тор-М2ДТ) är en förbättrad variant av det sovjetiska/ryska luftvärnssystemet 9K330 Tor. Tor-M2DT är avsett för att skydda Rysslands norra militärbaser, hamnar och flygfält och annat. 
Systemet avlöjades först under 2017 och syntes på en militärparad i Ryssland. Första satsen av systemet levererades under 2018. Under 2022 i Ukraina under Rysslands invasion användes systemet, men några av dem förstördes av ukrainska styrkor.  
Systemet liknar väldigt mycket med det andra luftvärnssystemet Pantsir-SA och bandvagnen Vityaz DT-30PM.

## Konstruktion
Tor-M2DT är banddriven. Systemets chassi är baserat på bandvagnen/banfordonet Vityaz DT-30PM. Fordonet har en längd på drygt 16 m, bredd på 3,1 m och en vikt på 40-45 ton.

## Beväpning
Systemet är beväpnat med systemet Tor-M2 och systemet kan bära åtta robotar av typerna 9M331 eller 9M332 eller sexton stycken 9M338. 9M331 har en räckvidd på ca 12 km och 9M338 kan nå en höjd på ca 10 km. 
Missilerna kan skjuta ner föremål uppe i luften som till exempel flygplan, helikoptrar, kryssningsrobotar och obemannade luftfarkoster som flyger på medel, låga och extremt låga höjder.

## Motor
Systemet drivs av en dieselmotor av modellen YaMZ-847.10 på ca 800 hästkrafter, som är placerad bakom den främre hytten. Motorn kan starta när det är så kallt som -50°C. Motorn har fyra stycken växlar. Maxhastigheten kan vara upp till 45 km/h, beroende på terrängen. I vatten kan maxhastigheten vara 5 km/h.

## Övrigt
Priset av en Tor-M2DT kan vara mellan 30 och 50 miljoner dollar.
Fordonet har en räckvidd på ca 700 km.
Besättningen kan vara mellan 3 och 4 personer.
Det har rapporterats att systemet kan upptäcka mål som befinner sig 15 km bort.
Tor-M2DT brukar oftast synas i en vinterkamouflage-färg.

## Varianter
- Tor-M1
- Tor-M-2
- Tor-M2E
- Tor-M-2U
- Tor-M2KM

## Bilder

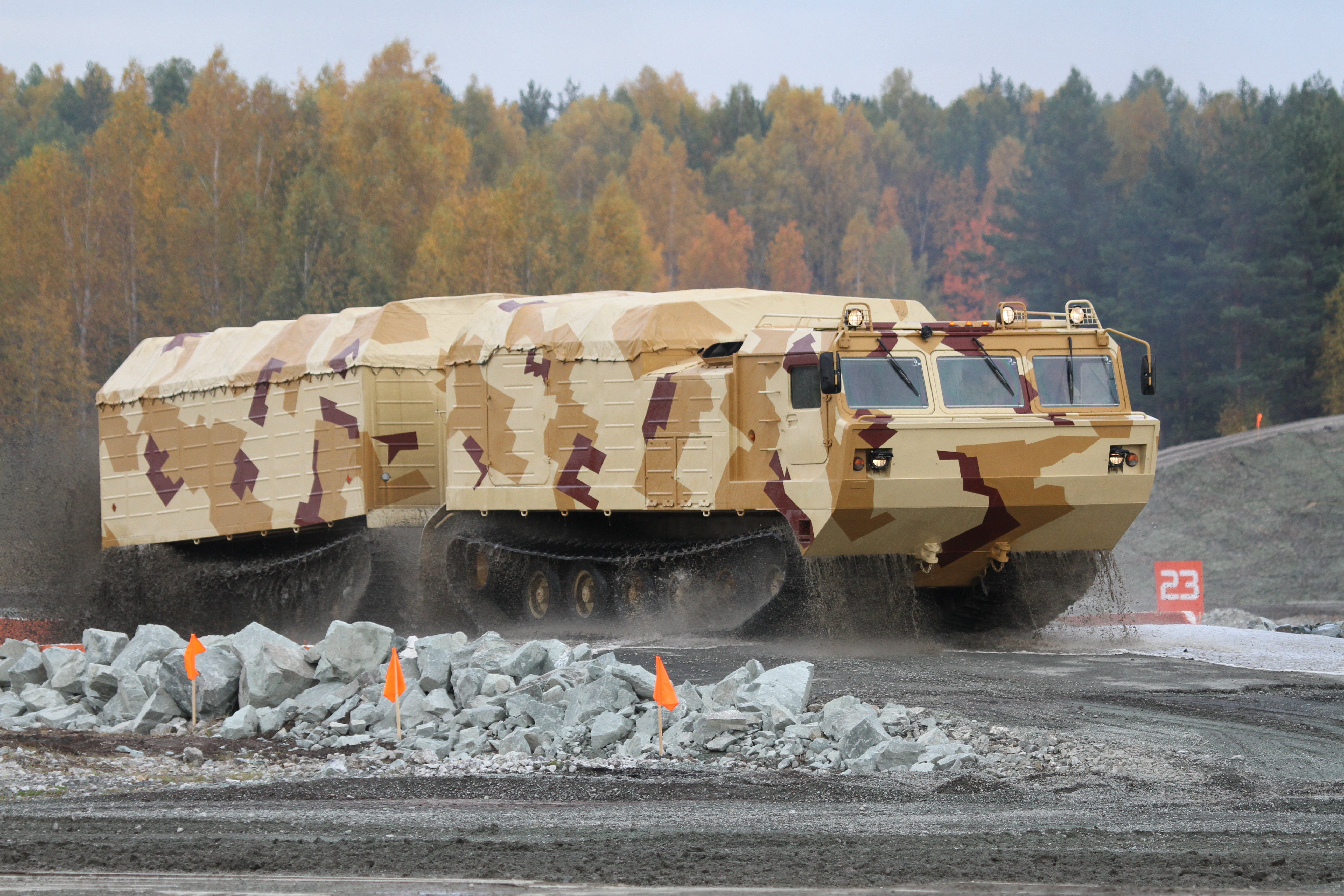
Bandvagnen Vityaz DT-30PM som Tor-M2DT:s chassi är utvecklad från.
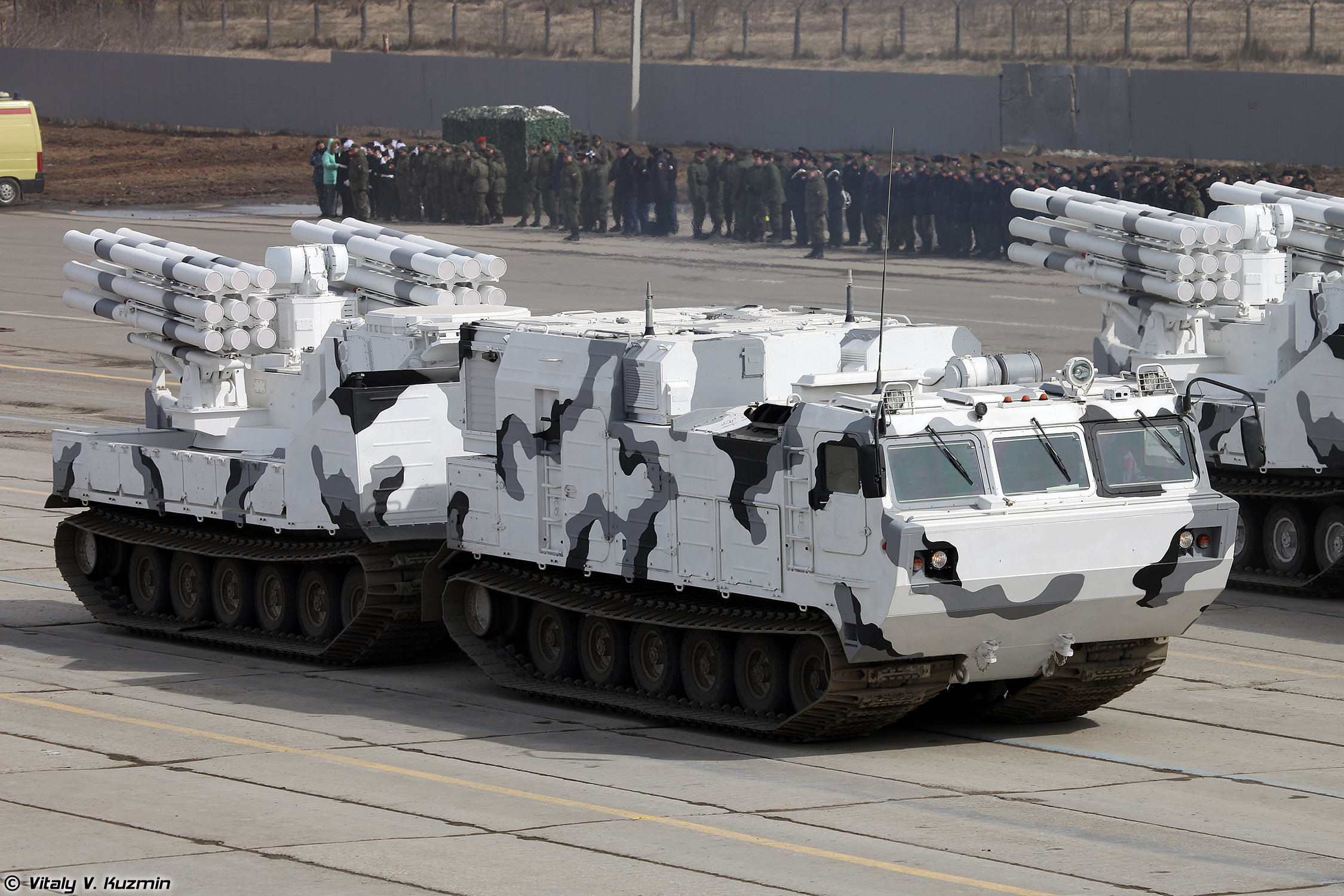
Ett liknande luftvärnssystem av modellen Pantsir-SA.
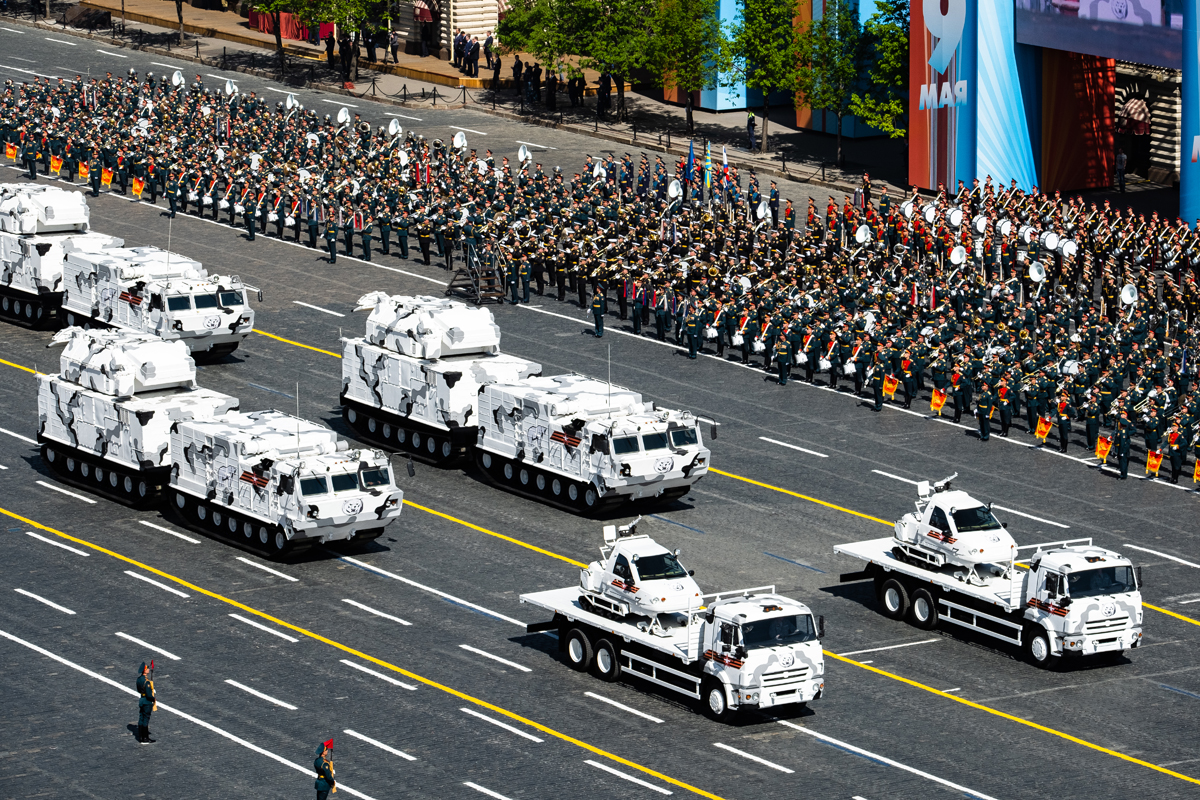
Tre stycken Tor-M2DT under en militärparad i Ryssland 2018.